# Zonitis obscuripes
Zonitis obscuripes es una especie de coleóptero de la familia Meloidae.

## Distribución geográfica
Habita en Peak Downs (Australia).